# Supercoupe de l'UEFA 2010
La Supercoupe de l'UEFA 2010 est la 35e édition de la Supercoupe de l'UEFA. Le match oppose l'Inter Milan, vainqueur de la Ligue des champions de l'UEFA 2009-2010 à l'Atlético de Madrid, vainqueur de la Ligue Europa 2009-2010. C'est la première fois que ces deux clubs participent à cette compétition.
Les Madrilènes remportent cette Supercoupe en battant l'Inter sur le score de deux buts à zéro. José Antonio Reyes est élu homme du match.

## Contexte
L'Inter Milan se qualifie pour la Supercoupe en tant que vainqueur de la Ligue des champions de l'UEFA 2009-2010, en ayant battu le Bayern Munich en finale sur le score de 2-0. L'Atlético de Madrid a lui battu le Fulham FC en finale de la Ligue Europa 2009-2010 sur le score de 2-1. Pour la première fois depuis la Supercoupe de l'UEFA 1998 opposant le Chelsea FC au Real Madrid CF, l'affiche de la Supercoupe comprend deux équipes n'ayant jamais participé à la Supercoupe. Cette affiche est aussi inédite toutes compétitions de l'UEFA confondues.
La défaite de l'Inter face à l'Atlético de Madrid empêche le club lombard d'égaler l'exploit de remporter six trophées officiels la même année, exploit réalisé par le FC Barcelone en 2009.

## Feuille de match
Les règles du match sont les suivantes : la durée de la rencontre est de 90 minutes. S'il y a toujours match nul, une prolongation de deux fois quinze minutes et jouée. S'il y a toujours égalité au terme de cette prolongation,  une séance de tirs au but est réalisée. Trois remplacements sont autorisés pour chaque équipe.
| 27 août 2010 | Inter Milan | 0-2   | Atlético de Madrid     | Stade Louis-II, Monaco               |                                      |
| 20:45 CEST   |             | (0-0) | 62e Reyes · 83e Agüero | Arbitrage : Massimo Busacca (Suisse) | Arbitrage : Massimo Busacca (Suisse) |

| Inter Milan | Atlético Madrid |

| Gardien de but | 1  | Júlio César       |     |       |  |
|                | 13 | Maicon            |     |       |  |
|                | 25 | Walter Samuel     |     | 90+2e |  |
|                | 6  | Lúcio             |     |       |  |
|                | 26 | Cristian Chivu    |     |       |  |
|                | 4  | Javier Zanetti    |     |       |  |
|                | 5  | Dejan Stanković   | 68e |       |  |
|                | 19 | Esteban Cambiasso |     |       |  |
|                | 10 | Wesley Sneijder   | 79e |       |  |
|                | 9  | Samuel Eto'o      |     |       |  |
|                | 22 | Diego Milito      |     |       |  |
| Remplaçants :  |    |                   |     |       |  |
| Gardien de but | 12 | Luca Castellazzi  |     |       |  |
|                | 2  | Iván Córdoba      |     |       |  |
|                | 23 | Marco Materazzi   |     |       |  |
|                | 17 | McDonald Mariga   |     |       |  |
|                | 29 | Philippe Coutinho | 79e |       |  |
|                | 27 | Goran Pandev      | 68e |       |  |
|                | 88 | Jonathan Biabiany |     |       |  |
| Entraîneur :   |    |                   |     |       |  |
| Rafael Benítez |    |                   |     |       |  |

| Gardien de but        | 13 | David de Gea        |       |     |  |
|                       | 17 | Tomáš Ujfaluši      |       |     |  |
|                       | 21 | Luis Amaranto Perea |       |     |  |
|                       | 15 | Diego Godín         |       |     |  |
|                       | 18 | Álvaro Domínguez    |       |     |  |
|                       | 12 | Paulo Assunção      |       |     |  |
|                       | 19 | José Antonio Reyes  | 69e   |     |  |
|                       | 8  | Raúl García         |       | 89e |  |
|                       | 20 | Simão               | 90+1e | 85e |  |
|                       | 10 | Sergio Agüero       |       |     |  |
|                       | 7  | Diego Forlán        | 82e   |     |  |
| Remplaçants :         |    |                     |       |     |  |
| Gardien de but        | 27 | Joel Robles         |       |     |  |
|                       | 3  | Antonio López       |       |     |  |
|                       | 4  | Mario Suárez        |       |     |  |
|                       | 6  | Ignacio Camacho     | 90+1e |     |  |
|                       | 9  | José Manuel Jurado  | 82e   |     |  |
|                       | 11 | Fran Mérida 69e     |       |     |  |
|                       | 22 | Diego Costa         |       |     |  |
| Entraîneur :          |    |                     |       |     |  |
| Quique Sánchez Flores |    |                     |       |     |  |

| Juges de touche : Matthias Arnet (Suisse) Manuel Navarro (Suisse) Arbitres assistants : Stéphan Studer (Suisse) Cyril Zimmermann (Suisse) Quatrième arbitre : Sascha Kever (Suisse) |